# Little Monsters (pel·lícula de 2019)
Little Monsters és una pel·lícula de comèdia de zombis del 2019 escrita i dirigida per Abe Forsythe, protagonitzada per Lupita Nyong'o, Alexander England, Josh Gad i Kat Stewart. La història se centra en un músic abandonat, una personalitat de televisió infantil i una mestra d'educació infantil que s'uneixen per protegir un grup d'escolars durant un brot sobtat de zombis.
La pel·lícula es va estrenar al Festival de Cinema de Sundance el 27 de gener de 2019 i es va estrenar als Estats Units el 8 d'octubre de 2019 per Neon , en una versión limitada seguida de la transmissió digital l'11 d'octubre de 2019 per Hulu. Es va estrenar a Austràlia el 31 d'octubre de 2019 per Universal Pictures i al Regne Unit el 15 de novembre de 2019 per Altitude. Va rebre crítiques generalment positives, i molts van elogiar les actuacions del repartiment.

## Argument
Ambientat a Austràlia, el Dave és un músic malparlatr i malcarat que passa per una dura ruptura amb la seva xicota i es veu obligat a quedar-se amb la seva germana, Tess, i el seu fill, Felix, un nen amb una fascinació pels tractors, pistoles de raigs espacials i Darth Vader. Mentre deixa en Felix a l'escola, en Dave coneix la senyoreta Audrey Caroline, la mestra d'infantil de Felix, i se sent atret per ella. Després que un pare abandona una propera excursió a una granja, Dave s'ofereix com a acompanyant per estar a prop d'Audrey.
El dia de l'excursió, en Dave s'enfada al saber que l'estimat personatge de la televisió infantil Teddy McGiggle està filmant el seu programa allà i que l'Audrey està compromesa amb una altra persona. Mentrestant, els zombis surten d'una instal·lació de proves dels Estats Units i es dirigeixen directament a la granja veïna on ataquen la classe, que intenten escapar, només per adonar-se que la granja està envaïda.
Els fugitius intenten buscar refugi a la botiga de regals, només per trobar que en Teddy s'ha tancat dins i es nega a deixar-los entrar. L'Audrey i els nens s'arrosseguen per una obertura al costat de la botiga. En Dave entra des del terrat, colpeja en Teddy i obre la porta perquè l'Audrey i els nens puguin entrar. Aleshores, en Felix té una reacció al·lèrgica després que en Dave l'alimentés accidentalment amb patates fregides amb làctics. Després d'un intent fallit de donar-li epinefrina a Felix, l'Audrey s'afanya a treure'n una mica de la motxilla d'en Felix, que va quedar al tractor. Teddy intenta senyalitzar un helicòpter militar, però cau del terrat i és rescatat per Dave, a qui Teddy li revela que el seu veritable nom és Nathan Schneider i que és un alcohòlic addicte al sexe que odia els nens i dorm amb les seves mares per escapar de la seva depressió.
Aquella nit, mentre en Teddy i els nens dormen, en Dave li explica a l'Audrey com el seu pare el va deixar quan era petit i que només la seva germana estava allà per ell. L'Audrey revela que ja no està compromesa, ja que el seu promès l'havia enganyada amb un company de feina, i que només porta l'anell per allunyar els pares dels seus alumnes.
L'endemà, els nens es desperten i comencen a queixar-se, així que en David canta Sweet Caroline, fent que els nens s'impliquin quan canvia la tonada per Miss Caroline. Mentrestant, l'exèrcit planeja bombardejar la botiga de regals on es troben els nens per destruir els zombis i evitar una evasió. Els supervivents decideixen agafar un vehicle gran i conduir cap a un lloc segur. En Teddy i en Dave intenten aconseguir el McGiggle Mobile d'en Teddy, però en Teddy traeix en Dave, i després és assassinat pel membre de la tripulació que interpreta la seva companya Frogsie, que s'ha convertit en un zombi. En Dave es veu obligat a pujar a la part superior de la furgoneta per evitar ser menjat. Quan tot sembla perdut,  Felix arriba conduint un tractor i salva Dave, i junts rescaten l'Audrey i els nens. Mentre condueixen cap a un lloc segur, descobreixen que els zombis responen a la música que toca l'Audrey. Finalment arriben a l'exèrcit i escapen just quan la granja és bombardejada. Els zombis que els segueixen són abatuts per l'exèrcit.
Dave i Audrey comparteixen un petó abans que ells i els nens siguin enduts i posats en quarantena durant 48 hores en cas d'infecció. L'escena final mostra en Dave, l'Audrey i els nens cantant "Shake It Off" de Taylor Swift, que Dave abans odiava, mentre els pares dels nens miren amb llàgrimes d'alegria als ulls.

## Repartiment
- Lupita Nyong'o com a Miss Audrey Caroline
- Alexander England com a David "Dave" Anderson
- Josh Gad com a Teddy McGiggle / Nathan Schneider
- Kat Stewart com a Tess
- Diesel La Torraca com a Felix
- Ava Caryofyllis com a Beth
- Charlie Whitley com a Max
- Kim Thien Doan com a Kim
- Mason Mansour com a Mickey
- Caliah Pinones com a Caliah
- Ashton Arokiaswamy com a Ashton
- Shia Hamby com a xiïta
- Wolfgang Gledhill com a Wolfgang
- Vivienne Albany com Vivienne
- Rahel Romahn com a Griffin
- Shalamah Tautaiolefue com a zombi
- Jack LaTorre com a Jack
- Glenn Hazeldine com a Rory
- Nadia Townsend com a Sara
- Marshall Napier com a general de l'exèrcit
- Jason Chong com a tinent
- Stephen Peacocke com a Stevens
- Felix Williamson com a Novak
- Josh Quong Tart com a Echidna Man
- Henry Nixon i Zindzi Okenyo com a guàrdies de seguretat

## Producció
L'octubre de 2017, es va anunciar que Lupita Nyong'o i Josh Gad s'havien unit al repartiment de la pel·lícula, amb Abe Forsythe dirigint a partir d'un guió que va escriure. Keith Calder, Jess Calder, Bruna Papandrea actuaran com a productors de la pel·lícula, sota les seves banderes de Snoot Entertainment i Made Up Stories, respectivament. La pel·lícula va ser finançada i produïda per Screen Australia, i rodada a Sydney.

## Estrena
La pel·lícula es va estrenar al Festival de Cinema de Sundance el 27 de gener de 2019. Poc després, Neon i Hulu van adquirir els drets de distribució de la pel·lícula. Little Monsters es va publicar a els Estats Units en una edició limitada el 8 d'octubre de 2019, seguida de la transmissió digital a Hulu l'11 d'octubre de 2019. La pel·lícula va tenir una estrena limitada a Austràlia el 31 d'octubre de 2019 d'Universal Pictures Australia, seguit d'un llançament digital el diverses plataformes tres setmanes després. Va ser llançada al Regne Unit el 15 de novembre de 2019.

## Recepció
A Rotten Tomatoes, la pel·lícula té una puntuació d'aprovació del 70 % basada en 131 ressenyes, amb una puntuació mitjana de 6.8/10. El consens crític del lloc web diu: "Liderada pel treball típicament destacat de Lupita Nyong'o, Little Monsters és una novel·la híbrida de terror/rom-com que demostra que el gènere zombi encara té cervells nous per assaborir." A Metacritic, la pel·lícula té una puntuació de 59 sobre 100, basada en 19 crítiques, que indica "ressenyes mixtes o mitjanes".